# Женерал-Салгаду
Женерал-Салгаду (порт. General Salgado) — муниципалитет в Бразилии, входит в штат Сан-Паулу. Составная часть мезорегиона Сан-Жозе-ду-Риу-Прету. Входит в экономико-статистический микрорегион Аурифлама. Население составляет 11 154 человека на 2006 год. Занимает площадь 493,276 км². Плотность населения — 22,6 чел./км².

## История
Город основан 15 сентября 1949 года.

## Статистика
- Валовой внутренний продукт на 2003 составляет 108.119.153,00 реалов (данные: Бразильский институт географии и статистики).
- Валовой внутренний продукт на душу населения на 2003 составляет 9.827,23 реалов (данные: Бразильский институт географии и статистики).
- Индекс развития человеческого потенциала на 2000 составляет 0,762 (данные: Программа развития ООН).